# Schivenoglia
Schivenoglia (lombardul: Schifnòia) település Olaszországban, Lombardia régióban, Mantova megyében. Lakosainak száma 1096 fő (2023. január 1.). Schivenoglia Borgo Mantovano, Quingentole, Quistello és San Giovanni del Dosso községekkel határos.

## Népesség
A település lakossága az elmúlt években az alábbi módon változott:
| Lakosok száma | 1201 | 1174 | 1096 |
|               | 2017 | 2018 | 2023 |